# Calymmaria
Genre
Calymmaria est un genre d'araignées aranéomorphes de la famille des Cybaeidae.

## Distribution
Les espèces de ce genre se rencontrent aux États-Unis, au Canada et au Mexique.

## Liste des espèces
Selon World Spider Catalog (version 22.0, 26/03/2021) :
- Calymmaria alleni Heiss & Draney, 2004
- Calymmaria aspenola Chamberlin & Ivie, 1942
- Calymmaria bifurcata Heiss & Draney, 2004
- Calymmaria californica (Banks, 1896)
- Calymmaria carmel Heiss & Draney, 2004
- Calymmaria emertoni (Simon, 1897)
- Calymmaria farallon Heiss & Draney, 2004
- Calymmaria gertschi Heiss & Draney, 2004
- Calymmaria humboldt Heiss & Draney, 2004
- Calymmaria iviei Heiss & Draney, 2004
- Calymmaria lora Chamberlin & Ivie, 1942
- Calymmaria minuta Heiss & Draney, 2004
- Calymmaria monicae Chamberlin & Ivie, 1937
- Calymmaria monterey Heiss & Draney, 2004
- Calymmaria nana (Simon, 1897)
- Calymmaria orick Heiss & Draney, 2004
- Calymmaria persica (Hentz, 1847)
- Calymmaria rosario Heiss & Draney, 2004
- Calymmaria rothi Heiss & Draney, 2004
- Calymmaria scotia Heiss & Draney, 2004
- Calymmaria sequoia Heiss & Draney, 2004
- Calymmaria shastae Chamberlin & Ivie, 1937
- Calymmaria sierra Heiss & Draney, 2004
- Calymmaria similaria Heiss & Draney, 2004
- Calymmaria siskiyou Heiss & Draney, 2004
- Calymmaria sueni Heiss & Draney, 2004
- Calymmaria suprema Chamberlin & Ivie, 1937
- Calymmaria tecate Heiss & Draney, 2004
- Calymmaria tubera Heiss & Draney, 2004
- Calymmaria virginica Heiss & Draney, 2004
- Calymmaria yolandae Heiss & Draney, 2004

## Publication originale
- Chamberlin & Ivie, 1937 : « New spiders of the family Agelenidae from western North America. » Annals of the Entomological Society of America, vol. 30, p. 211-230.